# Irundisaua ocularis
Irundisaua ocularis là một loài bọ cánh cứng trong họ Cerambycidae.